# Droits collectifs au Québec
Pour un article plus général, voir Droits individuels et collectifs.
Au Québec, la notion de droits collectifs concerne les droits qui sont exercés par le peuple québécois en tant que collectivité.

## Origines historiques des droits collectifs québécois
La Ligue des droits de l'homme (ancêtre de la Ligue des droits et libertés) est le principal organisme qui a mené à la création de la Charte québécoise en 1976. Dans son rapport de 1974, elle affirme qu'il est absolument essentiel qu'une Charte contribue au respect des droits linguistiques de la majorité francophone. Elle écrit que « Une charte des droits de l'homme au Québec qui serait fondée sur un respect inconditionnel de droits individuels, au détriment des droits collectifs, constituerait en ce domaine comme en d'autres, une base injuste, voire immorale. Car il en va du droit à la vie même de la collectivité québécoise de langue française ».

## Exemples de droits collectifs dans la législation québécoise

### Langue

#### Droit de communiquer en français avec l'administration et avec d'autres entités importantes
À l'article 2 de la Charte de la langue française, « toute personne a le droit que communiquent en français avec elle l’Administration, les services de santé et les services sociaux, les entreprises d’utilité publique, les ordres professionnels, les associations de salariés et les diverses entreprises exerçant au Québec ».

#### Droit de s'exprimer en français en assemblée délibérante
L'article 3 de la Charte de la langue française prévoit que « en assemblée délibérante, toute personne a le droit de s’exprimer en français ».

#### Droit des travailleurs d'exercer leurs activités en français
L'article 4 de la Charte de la langue française dispose que « Les travailleurs ont le droit d’exercer leurs activités en français ». Ce droit a d'abord été une revendication syndicale lors de conflits de travail du XXe siècle lors desquels les patrons anglophones refusaient de communiquer avec leurs employés en français.

#### Droit d'être servi en français
L'article 5 de la Charte de la langue française prévoit que « Les consommateurs de biens ou de services ont le droit d’être informés et servis en français ».

#### Droit à l'enseignement en français
L'article 6 de la Charte de la langue  française énonce que « toute personne admissible à l’enseignement au Québec a droit de recevoir cet enseignement en français ».

### Droits collectifs dans d'autres domaines

#### Droit à des institutions laïques
L'article 4 al. 2 de la Loi sur la laïcité de l'État dispose que « La laïcité de l’État exige également que toute personne ait droit à des institutions parlementaires, gouvernementales et judiciaires laïques ».

#### Droit à la qualité de l'environnement et à la sauvegarde des espèces vivantes
L'article 19.1 de la Loi sur la qualité de l'environnement prévoit que « Toute personne a droit à la qualité de l’environnement, à sa protection et à la sauvegarde des espèces vivantes qui y habitent, dans la mesure prévue par la présente loi, les règlements, les ordonnances, les approbations et les autorisations délivrées en vertu de l’un ou l’autre des articles de la présente loi ainsi que, en matière d’odeurs inhérentes aux activités agricoles, dans la mesure prévue par toute norme découlant de l’exercice des pouvoirs prévus au paragraphe 4° du deuxième alinéa de l’article 113 de la Loi sur l’aménagement et l’urbanisme ».

## La pondération des droits individuels avec le bien collectif dans la Charte québécoise
Le législateur québécois a inséré l'article 9.1 à la Charte québécoise en 1982 pour permettre la mise en balance des droits individuels de la Charte des droits et libertés de la personne avec les critères d'intérêt général tels que « le respect des valeurs démocratiques, de la laïcité de l’État, de l’ordre public et du bien-être général des citoyens du Québec ». Le critère de la laïcité de l'État a été rajouté en 2019 lors de l'adoption de la loi sur la laïcité de l'État.
Depuis l'arrêt Ford c. Québec (Procureur général) , la Cour suprême du Canada refuse d'interpréter l'article 9.1 autrement que par le test Oakes de l'article 1 de la Charte canadienne.

## Problèmes avec la notion de droits collectifs
Selon le professeur de droit Jean Leclair, la notion de droits collectifs est problématique car les textes juridiques nationaux et internationaux qui prévoient des droits collectifs visent en règle générale à protéger les droits de minorités nationales dominées et non à asseoir la domination d'un État sur ses citoyens. Quand la majorité au sein de l'État limite les droits de ses citoyens, elle le fait « dans l'exercice de son pouvoir souverain et non pas en tant que mandataire d'une nation détenant des droits collectifs ». Le professeur de journalisme Jean-Pierre Proulx est d'un avis similaire : l'État, à travers son Parlement, n'exerce pas à proprement parler un droit, il met en œuvre sa souveraineté.

## Les droits collectifs québécois vus comme étant en réalité un libéralisme qui s'exprime collectivement
Selon le professeur de sciences politiques James T. McHugh de l'Université d'Akron, « certains aspects du système politique et juridique du Québec qui ont été décrits  en termes de « droits collectifs » reposent souvent sur une mauvaise interprétation de ce concept, en particulier en termes de définitions strictes de ce concept. L'un des résultats de cette mauvaise interprétation est la tendance à perçevoir la relation entre le Québec et le Canada comme un conflit entre les droits individuels et les revendications de droits collectifs, notamment en matière de langue. Ces perceptions ont créé une tendance à identifier le Québec comme non libéral et anti-individualiste. Cependant, lorsqu'on fait correctement la distinction entre les intérêts de groupe (ce que toutes les sociétés libérales cherchent à gérer et promouvoir), les revendications de souveraineté et les droits et libertés, cela révèle un Québec beaucoup plus libéral et individualiste qu'une sémantique judiciaire imprécise pourrait autrement indiquer ».